# Johannes Prytz
Johannes Prytz, född 24 juni 1550 i Örebro, död 7 november 1637 i Söderköping, var en svensk präst.

## Biografi
Johannes Prytz föddes 24 juni 1550 i Örebro mellan klockan 3–4 på eftermiddagen. Han var son till stadsskrivaren Claas Hansson Prytz och Karin Bengtsdotter. Prytz  studerade i Örebro, Arboga och Vadstena och blev 1572 student vid Uppsala universitet. Han blev 1573 kollega i katedralskolan i Uppsala. Prytz prästvigdes 1580 och blev 1581 skolmästare (rektor) i Arboga. Han blev hovpredikant hos konung Johan III 1589 och 27 oktober 1591 kyrkoherde i S:t Laurentii församling, Söderköping, tillträdde direkt. År 1598 blev han prost och kontraktsprost över Hammarkinds kontrakt. Prytz avled klockan 9 den 7 november 1637 i Söderköping. Han begravdes 26 november samma år i Sankt Laurentii kyrka, Söderköping av biskopen Jonas Petri Gothus. Han höll likpredikan över Tobit 14:1-4.

### Familj
Prytz gifte sig första gången 1584 med Margareta Pedersdotter (död 1597). Hon var dotter till kyrkoherden Peder i Näshulta församling. Margareta Pedersdotter hade tidigare varit gift med kyrkoherden Olof i Fors socken. Prytz och Pedersdotter fick tillsammans barnen kyrkoherden Claudius Prytz i Norrköping, kyrkoherden Ericus Prytz i Kuddby församling, biskopen Andreas Johannis Prytz i Linköpings stift, Margareta Prytz som var gift med kyrkoherden Ericus Johannis i Hällestads församling, kyrkoherden Matthias Hendrici i Hällestads församling och kyrkoherden Botvidus Risingius i Hällestads församling och två döttrar som avled för fadern.
Prytz gifte sig andra gången 3 augusti 1598 med Elisabeth Mattsdotter (död 1637). Hon var dotter till kyrkoherden Matthias Petri Upplänning och Anna Danielsdotter Gubbe i Västra Husby församling. De fick tillsammans barnen hovpredikanten Johannes Prytz, Catharina Prytz som var gift med kyrkoherden Johannes Laurentii Brask i Veta församling, överstelöjtnanten Daniel Prytz (1609–1659) vid Östgöta infanteriregemente, Christina Prytz som var gift med komministern E. Gråberus i Söderköping och kyrkoherden Benedictus Laurentii Sundelius i Östra Ny församling, Anna Prytz som var gift med komministern D. Kihlman i Linderås församling, Ingrid Prytz som var gift med kyrkoherden Magnus Folkeri Uhr i Mogata församling, en dotter som var gift med Stellan Holst i Östra Ny församling och två söner.